# Life Is Just a Bowl of Cherries (album de Maurice Chevalier)
Albums de Maurice Chevalier
A Tribute to Al Jolson
(1959) Thank Heaven for Girls Girls Girls
(1960)
Life Is Just a Bowl of Cherries est l'un des six albums américains enregistrés par Maurice Chevalier entre 1958 et 1960. Speak to Me of Love est une reprise, en anglais, du succès de Lucienne Boyer : Parlez-moi d'amour.
L'orchestre est dirigé par Ray Ellis.

## Liste des titres
| No  | Titre                                    | Paroles                 | Musique                 | Durée |
| --- | ---------------------------------------- | ----------------------- | ----------------------- | ----- |
| 1.  | Life is Just a Bowl of Cherries          |                         |                         | 1:58  |
| 2.  | You Must Have Been a Beautiful Baby      |                         |                         | 2:09  |
| 3.  | April in Paris                           | Yip Harburg             | Vernon Duke             | 2:11  |
| 4.  | Please Don't Talk About Me When I'm Gone |                         |                         | 1:51  |
| 5.  | Speak to Me of Love                      | Jean Lenoir             | Jean Lenoir             | 2:07  |
| 6.  | Did You Ever See a Dream Walking         |                         |                         | 1:45  |
| 7.  | I Don't Know Why                         |                         |                         | 1:56  |
| 8.  | Three Little Words                       | Bert Kalmar, Harry Ruby | Bert Kalmar, Harry Ruby | 2:05  |
| 9.  | September Song                           | Maxwell Anderson        | Kurt Weill              | 2:43  |
| 10. | My Baby Just Cares for Me                | Gus Kahn                | Walter Donaldson        | 2:08  |
| 11. | You're Driving Me Crazy                  |                         |                         | 2:10  |
| 12. | She Didn't Say Yes                       |                         |                         | 1:42  |